# Plainview (Nueva York)
Plainview es un lugar designado por el censo (o aldea) ubicado en el condado de Nassau en el estado estadounidense de Nueva York. En el año 2000 tenía una población de 27,677 habitantes y una densidad poblacional de 1,729.0 personas por km². Plainview se encuentra dentro del pueblo de Oyster Bay.

## Geografía
Plainview se encuentra ubicada en las coordenadas 40°46′48″N 73°28′46″O / 40.78000, -73.47944. Según la Oficina del Censo, la ciudad tiene un área total de 14,8 km² (5,7 mi²), de la cual 14,8 km² (5,7 mi²) es tierra.

## Demografía
Según la Oficina del Censo en 2007 los ingresos medios por hogar en la localidad eran de $106,045, y los ingresos medios por familia eran $121,780. Los hombres tenían unos ingresos medios de $69,032 frente a los $41,480 para las mujeres. La renta per cápita para la localidad era de $36,634. Alrededor del 3.0% de la población estaban por debajo del umbral de pobreza.